# Tainiterma
Tainiterma är ett släkte av steklar. Tainiterma ingår i familjen bracksteklar.
Kladogram enligt Catalogue of Life:
| Tainiterma | \| \| Tainiterma maiphuquyi \| \| \| \| \| \| Tainiterma pachytarsis \| \| \| \| |
|            | \| \| Tainiterma maiphuquyi \| \| \| \| \| \| Tainiterma pachytarsis \| \| \| \| |
|            | Tainiterma maiphuquyi                                                            |
|            |                                                                                  |
|            | Tainiterma pachytarsis                                                           |
|            |                                                                                  |